# Muara Dua (Semendo Darat Laut)
Muara Dua is een bestuurslaag in het regentschap Muara Enim van de provincie Zuid-Sumatra, Indonesië. Muara Dua telt 1056 inwoners (volkstelling 2010).